# Франсис Крик
 Франсис Крик (на английски: Francis Crick) е британски молекулярен биолог и физиолог, носител на Нобелова награда за физиология или медицина за 1962 г.

## Биография
Роден е на 8 юни 1916 г. в Нортхамптън, Англия. Учи в Университетски колеж Лондон в Лондон и получава бакалавърска степен по физика през 1937 г. Започва да прави дисертация, но прекъсва поради войната. По време на войната работи като изследовател към Британското адмиралтейство във връзка с магнитните и акустични морски мини.
През 1947 г. решава да се преквалифицира от физик в биолог. Според Джеймс Уотсън за това му решение допринася книгата на Е. Шрьодингер „Какво представлява животът от гледна точка на физиката“.
От 1947 до 1949 работи в лабораторията „Стренджуейз“, благодарение на стипендия от Медицинския научен съвет, а през 1949 постъпва в Кавендишката лаборатория на Кеймбридж. Там през 1951 пристига Джеймс Уотсън и двамата започват да работят заедно върху структурата на ДНК. През 1953 г. публикуват своя двойно-верижен спирален модел на структурата на ДНК. Тяхното откритие се основава не само на брилянтната им интуиция и прекрасното им допълване като учени и умове, но и на кристалографските рентгеноструктурни изследвания на Розалинд Франклин и Морис Уилкинс. Крик, Уотсън и Уилкинс получават за откритието си Нобелова награда за физиология или медицина през 1962 г. (междувременно Франклин умира през 1958 г.)
Умира на 28 юли 2004 година в Сан Диего, Калифорния, на 88-годишна възраст.